# ر (نت موسیقی)

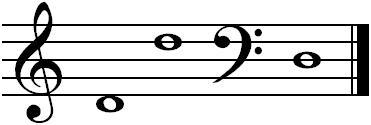
نُتِ رِ

رِ (به فرانسوی: ré، به انگلیسی و آلمانی: D) نام دومین نُت از هفت نُت اصلی موسیقی است. یک نت «ر» وسط یا (D4) بر اساس زیروبمی، فرکانسی معادل (۲۹۳٫۶۶۵ هرتز) را داراست.

## گام
گام‌ها بر پایه نت «ر» عبارتند از:
- ر ماژور: ر، می، فا دیز، سل، لا، سی، دو دیز، ر.
- ر مینور تئوریک: ر، می، فا، سل، لا، سی بمل، دو، ر.
- ر مینور هارمونیک: ر، می، فا، سل، لا، سی بمل، دو دیز، ر.
- ر مینور ملودیک بالا رونده: ر، می، فا، سل، لا، سی، دو دیز، ر.
- ر مینور ملودیک پائین رونده: ر، دو، سی بمل، لا، سل، فا، می، ر.